# 雨乃水面
雨乃　水面（あまの みなも）は、男女数名から成るクリエイターズユニット。
代表者は雨乃水面（女性）。
ユニットとしてミスｉＤ2019にエントリーし、「クリエイティブは最高に優雅な復讐である賞」を受賞。この際にモデルを務めた　あおぴ　もユニットメンバーだったが、現在はユニットからは卒業してモデル aopi として活動している。カメラマン・ヘアメイク・メイクアップアーティストなどが所属している。